# Uberto De Morpurgo
Uberto Luigi De Morpurgo, nascut Hubert Louis de Morpurgo (Trieste, Imperi Austrohongarès, 12 de gener de 1896 − Ginebra, Suïssa, 26 de febrer de 1961) fou un tennista austrohongarès i italià quan la ciutat de Trieste va esdevenir italiana després de la Primera Guerra Mundial.
Va competir en els Jocs Olímpics d'Estiu de 1924 celebrats a París i va aconseguir la medalla de bronze en categoria individualen guanyar al francès Jean Borotra en el partit pel bronze. El 2020 continua sent l'únic tennista italià en guanyar un medalla als Jocs Olímpics.
El seu rànquing mundial va ser el novè el 1928, el desè el 1929 i el vuitè el 1930. Bill Tilden el va classificar 10è al món el 1924, i 6è el 1929.
El 1993 va ser inclòs a l'International Jewish Sports Hall of Fame.

## Torneigs de Grand Slam

### Dobles mixtos: 1 (0−1)
| Resultat  | Núm. | Any  | Torneig                        | Parella        | Oponents                     | Marcador |
| --------- | ---- | ---- | ------------------------------ | -------------- | ---------------------------- | -------- |
| Finalista | 1.   | 1925 | Wimbledon, Londres, Regne Unit | Elizabeth Ryan | Suzanne Lenglen Jean Borotra | 3−6, 3−6 |

## Jocs Olímpics

### Individual
| Any  | Campionat                    | Oponent      | Resultat                |
| ---- | ---------------------------- | ------------ | ----------------------- |
| 1924 | Jocs Olímpics, París, França | Jean Borotra | 1−6, 6−1, 8−6, 4−6, 7−5 |